# Internierungslager Hwasŏng
Das Internierungslager Hwasŏng (auch Hwasong) ist ein Internierungslager in Nordkorea überwiegend für politische Gefangene. Der offizielle Name ist Kwan-li-so (Straflager) Nr. 16.

## Lage
Das Lager liegt im Kreis Hwasŏng, Provinz Hamgyŏng-pukto in Nordkorea. Es liegt etwa 10 km westlich der Stadt Hwasŏng in einem abgelegenen Bergtal am Oberlauf des Flusses Hwasongchon. Die westliche Begrenzung ist der Berg Mantap-san (2205 m). Im Norden und Osten reicht das Lager bis an das Tal des Flusses Orangchon.

## Beschreibung
Das Lager Hwasŏng ist als lebenslange Strafkolonie angelegt, aus der es keine Entlassung gibt. Das Eingangstor an der Straße von Hwasŏng und die Umzäunung mit einigen Wachtürmen sind auf Satellitenbildern gut zu erkennen. Das Lager ist ca. 549 km² groß und damit das flächenmäßig größte Lager in Nordkorea. Insgesamt leben im Lager Hwasŏng etwa 10.000 Gefangene, viele davon innerparteiliche Gegner von Kim Jong-il und ihre Familien.

## Funktion
Das Lager dient dazu, politische Gegner lebenslang aus der Gesellschaft auszuschließen. Darüber hinaus werden diese Menschen so weit wie möglich für harte und gefährliche Arbeit ausgebeutet. Das nordkoreanische Atomversuchsgelände P'unggye-ri am Berg Mantap-san liegt nur ca. 24 km westlich des Lagers. Mehrere Dissidenten hatten davon gehört, dass politische Gefangene zur Errichtung der Tunnel und unterirdischen Anlagen gezwungen würden, sowie zu Arbeiten, bei denen sie radioaktiver Strahlung ausgesetzt gewesen seien.

## Menschenrechtssituation
Bisher ist noch keinem Gefangenen die Flucht ins Ausland gelungen, sodass es keine Augenzeugenberichte über die Menschenrechtssituation im Lager gibt. Es gibt Berichte über eine Massenflucht, nach der die meisten Flüchtlinge allerdings wieder gefasst wurden.